# Mot-phrase en hongrois
Cet article traite des mots qui, dans les grammaires du hongrois, sont considérés comme des mots-phrases. Ce sont des mots (à l’exception des verbes) qui peuvent constituer à eux seuls une phrase simple. La plupart de ces mots sont inclus, dans les grammaires traditionnelles du français, parmi les interjections, et certains parmi les adverbes. Quatre classes de mots font partie des mots-phrases : les interjections, les mots-phrases d’interaction, les modalisateurs et les onomatopées.

## L’interjection
Les interjections sont des mots qui rendent l’expression réflexe de sensations et d’affects. À cause de cela, certaines sont communes à plusieurs langues, même éloignées génétiquement l’une de l’autre. Ainsi a-t-on, aussi bien en hongrois qu’en français, ah!, brrr!, hé!, óh!, etc..

## Le mot-phrase d’interaction
Ce type de mot-phrase est utilisé par le locuteur pour interagir avec le(s) récepteur(s) de son message. Dans cette classe il y a :
- des formules de salutation : helló (familier), csaó (familier) « tchao », pá (familier) « au revoir », agyő « adieu », szervusz « salut » ;
- des mots affirmatifs : igen « oui », persze « bien sûr », dehogynem « mais comment donc », ühüm (façon graphique de rendre un complexe sonore non-articulé utilisé comme réponse affirmative) ;
- des mots négatifs : nem « non », dehogy(is) « mais pas du tout » ;
- des mots injonctifs : cicc ! « minou-minou ! », sicc (pour chasser le chat), hé! « hé ! », rajta! « allez ! », csitt! « pst ! », nesze! « tiens ! »

Généralement, les mots-phrases sont invariables, sauf les mots d’interaction szervusz et nesze, qui reçoivent la désinence personnelle pour la 2e personne du pluriel : szervusztok, nesztek.

## Le modalisateur
En ce qui concerne le hongrois, cette classe de mots a été individualisée pour la première fois par Ilona H. Molnár. La plupart des modalisateurs sont à l’origine des adverbes dérivés d’adjectifs ou de noms mais, à la différence de l’adverbe, le modalisateur n’exprime pas de circonstance objective et ne se trouve en rapport syntaxique avec aucun terme de la phrase simple. Par contre, il exprime l’attitude du locuteur à l’égard du contenu de tout l’énoncé où il est utilisé. De tels mots sont talán « peut-être », valószínőleg « probablement, vraisemblablement », esetleg « éventuellement », állítólag « dit-on », etc..
On peut distinguer le modalisateur de l’adverbe selon plusieurs critères, dont les plus importants sont les suivants :
- L’adverbe répond à la question spécifique pour le complément qu’il exprime, alors que le modalisateur ne répond pas à une telle question : A férfi természetesen halt meg. « L’homme est décédé de mort naturelle » contre A kocsi elgázolta a férfit, aki természetesen meghalt. « La voiture a écrasé l’homme qui, naturellement, est mort ». Természetesen du premier exemple répond à la question Hogyan ? « Comment ? », étant un complément de manière, mais dans le second exemple c’est un modalisateur qui exprime le fait que le locuteur considère comme normal que l’homme soit mort dans la circonstance donnée.

- L’adverbe ne peut répondre à une question totale où il n’est pas présent, mais le modalisateur peut répondre à une telle question. Étant donné, par exemple, l’affirmation Géza könnyen találta el a célt « Géza a atteint la cible facilement », on peut poser la question Géza eltalálta a célt? « Géza a-t-il atteint la cible ? », à laquelle on ne peut pas répondre Könnyen « Facilement ». Par contre, si l’affirmation est Géza biztosan eltalálta a célt « Géza a sans doute atteint la cible », à la même question on peut répondre par Biztosan « Sans doute », qui exprime une forte probabilité. (Je n’ai pas vu Géza atteindre la cible, mais connaissant ses capacités, je suis presque sûr(e) qu’il l’a atteinte.)

- Le modalisateur peut constituer à lui seul une phrase simple, ce qui est fréquent dans les dialogues. Il peut constituer une réponse à une question totale (– Géza eltalálta a célt ? – Biztosan), une réplique affirmative (– Sikerült felkeltenem a hallgatóság érdeklődését. – Valóban « – J’ai réussi à éveiller l’intérêt de l’auditoire. – En effet ») ou une réplique interrogative : – Sikerült felkeltenem a hallgatóság érdeklődését. – Igazán? « – J’ai réussi à éveiller l’intérêt de l’auditoire. – Vraiment ? »

- Un adverbe peut porter l’accent tonique le plus fort de la proposition, alors qu’un modalisateur ne le peut pas. Dans A férfi természetesen halt meg « L’homme est décédé de mort naturelle », le mot le plus fortement accentué est l’adverbe, ce qui provoque, d’ailleurs, le déplacement du préfixe verbal meg derrière le verbe. Par contre, dans A kocsi elgázolta a férfit, aki természetesen meghalt « La voiture a écrasé l’homme qui, naturellement, est mort », l’accent le plus fort frappe le verbe. Il y a une exception à cette règle, celle des modalisateurs à sens négatif, qui peuvent porter l’accent principal : aligha « peu probablement », dehogy(is) « pas du tout », korántsem « loin de là ».

- À la différence de l’adverbe, le modalisateur peut être éliminé sans que la structure syntaxique et prosodique de la phrase en soit affectée. Sa suppression change le sens de la phrase seulement du point de vue de l’attitude du locuteur.

- Le modalisateur présente des ressemblances avec la particule, notamment par son caractère hors syntaxe, mais s’en différencie par le fait qu’il peut constituer une phrase simple à lui seul.

Les modalisateurs expriment principalement :
- l’évidence, avec l’indication de la source de celle-ci : szemlátomást « visiblement », állítólag « dit-on », látszólag « apparemment », valóban « effectivement » ;
- l’évidence et/ou la modalité épistémologique subjective, par laquelle l’affirmation est qualifiée comme possible ou nécessaire, sur la base de l’expérience, de connaissances ou d’une supposition du locuteur : biztosan (synonyme bizonyára) « sans doute », kétségtelenül « sans aucun doute », feltehetőleg « probablement », valószínűleg « vraisemblablement », nyilvánvalóan « évidemment », természetesen « naturellement » ;
- le souhait du locuteur : remélhetőleg « on peut l’espérer », lehetőleg « si possible » ;
- l’attitude affective du locuteur à l’égard du contenu de la phrase : szerencsére « heureusement », sajnálatosan « malheureusement ».

## L’onomatopée
Les onomatopées sont des mots qui rendent :
- des bruits : bumm « boum » (explosion), puff (bruit d’un objet relativement mou tombant par terre), kipp-kopp « toc-toc » ;
- des cris d’animaux : miau « miaou » (chat), kikirikí « cocorico » (jeune coq), nyihaha (hénissement du cheval) ;
- des réflexes physiologiques : hapci « atchoum » (éternuement), hukk (hoquet).

## Sources bibliographiques
- (hu) Bokor, József, Szófajtan [« Parties du discours »], A. Jászó, Anna (dir.), A magyar nyelv könyve [« Le livre de la langue hongroise »], 8e édition, Budapest, Trezor, 2007,  (ISBN 978-963-8144-19-5), pp. 197–253 (consulté le 15 février 2017)
- Grevisse, Maurice et Goosse, André, Le bon usage. Grammaire française, 14e édition, Bruxelles, De Boeck Université, 2007,  (ISBN 978-2-8011-1404-9) (consulté le 3 mars 2023)
- (hu) H. Molnár, Ilona, « Módosító szók és módosító mondatrészletek a mai magyar nyelvben » [« Mots modalisateurs et fragments de phrase modalisateurs en hongrois contemporain »], Budapest, Akadémiai Kiadó, coll. Nyelvtudományi Értekezések, n° 60, 1968
- (hu) Keszler, Borbála (dir.), Magyar grammatika [« Grammaire hongroise »], Budapest, Nemzeti Tankönyvkiadó, 2000  (ISBN 963-19-2499-8)
- (hu) Kugler, Nóra, « Próbák és szempontok a módosítószók elhatárolásához » [« Tests et critères de délimitation des modalisateurs »], Magyar Nyelvőr, n° 2, 2001,  (ISSN 1585-4515) (consulté le 15 février 2017)
- (hu) P. Lakatos, Ilona (dir.), Grammatikai gyakorlókönyv (mintaelemzésekkel és segédanyagokkal) [« Exercices de grammaire (avec des analyses modèles et des matériaux auxiliaires) »], Budapest, Bölcsész Konzorcium, 2006 (consulté le 15 février 2017)